# Карманеры
Карманеры (горномар. Кӓрмӓнер) — упразднённая деревня в Горномарийском районе Марий Эл Российской Федерации. Входила в состав Пайгусовского сельского поселения. В 2025 году деревня включена в состав деревни Алатаево и исключена из учтных данных.

## География
Располагается в 2 км от административного центра сельского поселения — села Пайгусово.

## История
Марийское название происходит от слов «карман» — «крепость» и «нер» — «мыс». В старину здесь находилась крепость, проводились языческие моления и жертвоприношения.

## Население
| 2002 | 2010 | 2014 |
| ---- | ---- | ---- |
| 23   | ↘19  | ↗23  |